# Cryptopontius orientalis
Cryptopontius orientalis is een eenoogkreeftjessoort uit de familie van de Artotrogidae. De wetenschappelijke naam van de soort is voor het eerst geldig gepubliceerd in 1962 door Ummerkutty.